# Horn Island Airport
Horn Island Airport är en flygplats i Australien. Den ligger i kommunen Torres och delstaten Queensland, omkring 2 200 kilometer nordväst om delstatshuvudstaden Brisbane. Horn Island Airport ligger 8 meter över havet. Den ligger på ön Horn Island.
Trakten är glest befolkad. Närmaste större samhälle är Thursday Island, nära Horn Island Airport. 
Savannklimat råder i trakten. Genomsnittlig årsnederbörd är 1 554 millimeter. Den regnigaste månaden är mars, med i genomsnitt 454 mm nederbörd, och den torraste är augusti, med 2 mm nederbörd.